# Печески
Печески (укр. Печеськи) — село в Хмельницком районе Хмельницкой области Украины.
Население по переписи 2001 года составляло 398 человек. Почтовый индекс — 31320. Телефонный код — 382. Занимает площадь 7,37 км². Код КОАТУУ — 6825086401.

## Местный совет
31320, Хмельницкая обл., Хмельницкий р-н, с. Печески, ул. Мира, 13

## Известные люди

### В селе родились
- Степанков, Константин Петрович (1928—2004) — актёр театра и кино, народный артист СССР (1977)

## Галерея
- Крестовоздвиженская церковь
- Памятник воинам-односельчанам, погибшим в Великой Отечественной войне 1941-1945 г.